# Kunishige Kamamoto
Kunishige Kamamoto (n. 15 aprilie 1944, Ukyō Ward⁠(d), Prefectura Kyoto, Japonia – d. 10 august 2025, Prefectura Osaka, Japonia) a fost un fotbalist japonez.

## Statistici
| Japonia | Japonia | Japonia |
| An      | Meciuri | Goluri  |
| ------- | ------- | ------- |
| 1964    | 2       | 1       |
| 1965    | 3       | 3       |
| 1966    | 7       | 6       |
| 1967    | 5       | 11      |
| 1968    | 4       | 7       |
| 1969    | 0       | 0       |
| 1970    | 6       | 3       |
| 1971    | 6       | 8       |
| 1972    | 8       | 15      |
| 1973    | 3       | 2       |
| 1974    | 5       | 5       |
| 1975    | 7       | 5       |
| 1976    | 16      | 9       |
| 1977    | 4       | 0       |
| Total   | 76      | 75      |